# Neilson Powless
Neilson Powless (* 3. září 1996) je americký profesionální silniční cyklista jezdící za UCI WorldTeam EF Education–EasyPost. Powless, jenž je potomkem členů kmenu Oneida, se v roce 2020 stal prvním účastníkem Tour de France z řad původních domorodých obyvatel USA.

## Kariéra
V srpnu 2019 byl Powless jmenován na startovní listině Vuelty a España 2019. Powless se závodu spolu s Robertem Gesinkem, Seppem Kussem a Georgem Bennettem zúčastnil jako součást podpůrného týmu Primože Rogliče, jenž vyhrál celkové pořadí.
Před sezónou 2020 Powless přestoupil do UCI WorldTeamu EF Pro Cycling. V srpnu 2020 byl Powless jmenován na startovní listině Tour de France 2020. Powless jel jako domestik Rigoberta Urána, jenž závod dokončil na celkovém osmém místě. Sám Powless se dostal do několika úniků a dojel si dvakrát pro etapové umístění mezi top 5.
Na začátku sezóny 2021 získal Powless páté místo celkově na UAE Tour. Po úspěšném debutu na Tour o rok dříve byl Powless v červnu 2021 jmenován na startovní listině Tour de France 2021. Na konci července téhož roku Powless vyhrál jednodenní závod Clásica de San Sebastián ve sprintu proti Mateji Mohoričovi a Mikkelu Honorému a stal se tak druhým americkým vítězem tohoto závodu po Lanci Armstrongovi. Svou sezónu 2021 završil pátým místem v silničním závodu na mistrovství světa.
V červnu 2022 se Powless zúčastnil Tour de Suisse a díky konzistentním výkonům v průběhu závodu si v cíli dojel pro čtvrté místo v celkovém pořadí. V říjnu téhož roku získal Powless své druhé profesionální vítězství kariéry na jednodenním závodu Japan Cup po útoku v předposledním kole. Pro druhé místo si dojel Powlessův týmový kolega Andrea Piccolo.

## Osobní život
Powlessova matka Jen Allred se za Guam účastnila maratonu na Letních olympijských hrách 1992. Jeho starší sestra Shayna je také profesionální cyklistkou.

## Hlavní výsledky
2016
Joe Martin Stage Race
 celkový vítěz
 vítěz bodovací soutěže
 vítěz soutěže mladých jezdců
Tour de l'Avenir
vítěz 8. etapy
Redlands Bicycle Classic
vítěz 3. etapy
Tour de Beauce
vítěz etapy 3a (ITT)
Olympia's Tour
vítěz 1. etapy (TTT)
Mistrovství světa
6. místo časovka do 23 let
Tour of California
9. místo celkově
 vítěz soutěže mladých jezdců
2017
Národní šampionát
 vítěz silničního závodu do 23 let
2. místo silniční závod
3. místo časovka
3. místo časovka do 23 let
vítěz Gran Premio Palio del Recioto
Le Triptyque des Monts et Châteaux
3. místo celkově
vítěz etapy 3a (ITT)
Tour of Utah
4. místo celkově
 vítěz soutěže mladých jezdců
Giro Ciclistico d'Italia
6. místo celkově
vítěz 1. etapy
6. místo Lutych–Bastogne–Lutych Espoirs
6. místo Giro del Belvedere
Mistrovství světa
9. místo časovka do 23 let
10. místo Ronde van Vlaanderen Beloften
2018
Tour of Britain
7. místo celkově
vítěz 5. etapy (TTT)
Settimana Internazionale di Coppi e Bartali
9. místo celkově
10. místo Raiffeisen Grand Prix
2019
Národní šampionát
2. místo časovka
3. místo silniční závod
Volta ao Algarve
7. místo celkově
7. místo Japan Cup
2020
Herald Sun Tour
4. místo celkově
2021
vítěz Clásica de San Sebastián
Mistrovství světa
5. místo silniční závod
UAE Tour
5. místo celkově
6. místo Coppa Sabatini
2022
vítěz Japan Cup
3. místo Maryland Cycling Classic
Tour de Suisse
4. místo celkově
8. místo Lutych–Bastogne–Lutych
2023
Étoile de Bessèges
 celkový vítěz
vítěz Grand Prix La Marseillaise
2. místo Maryland Cycling Classic
Tour des Alpes-Maritimes et du Var
3. místo celkově
3. místo Dwars door Vlaanderen
4. místo Clásica de San Sebastián
5. místo Kolem Flander
Paříž–Nice
6. místo celkově
7. místo Milán – San Remo
Tour de France
lídr  po etapách 1 – 4 a 6 – 13
 cena bojovnosti po 2. etapě
2024
8. místo Il Lombardia
vítěz Gran Piemonte
vítěz Japan Cup
4. místo Coppa Bernocchi
6. místo Clásica de San Sebastián
8. místo Il Lombardia
8. místo Grand Prix Cycliste de Québec
2025
vítěz Dwars door Vlaanderen
4. místo Eschborn–Frankfurt
4. místo Trofeo Laigueglia
7. místo Brabantský šíp
10. místo Lutych–Bastogne–Lutych

### Výsledky na etapových závodech
| Výsledky na Grand Tours        |      |      |      |      |      |      |      |      |
| Grand Tour                     | 2018 | 2019 | 2020 | 2021 | 2022 | 2023 | 2024 | 2025 |
| Giro d'Italia                  | —    | —    | —    | —    | —    | —    | —    |      |
| Tour de France                 | —    | —    | 56   | 43   | 12   | 66   | 59   |      |
| Vuelta a España                | —    | 31   | —    | —    | —    | —    |      |      |
| Výsledky na etapových závodech |      |      |      |      |      |      |      |      |
| Závod                          | 2018 | 2019 | 2020 | 2021 | 2022 | 2023 | 2024 | 2025 |
| Paříž–Nice                     | —    | —    | —    | 25   | DNF  | 6    | —    | 31   |
| Tirreno–Adriatico              | —    | —    | —    | —    | —    | —    | DNF  | —    |
| Volta a Catalunya              | —    | —    | NS   | —    | DNF  | —    | —    | —    |
| Kolem Baskicka                 | DNF  | 79   | NS   | —    | —    | —    | —    | —    |
| Tour de Romandie               | —    | DNF  | NS   | 87   | 14   | —    | —    |      |
| Critérium du Dauphiné          | 82   | 24   | —    | —    | —    | —    | DNF  |      |
| Tour de Suisse                 | —    | —    | NS   | 14   | 4    | 20   | —    |      |

### Výsledky na klasikách
| Monument                        | 2018 | 2019 | 2020      | 2021      | 2022 | 2023 | 2024 | 2025 |
| ------------------------------- | ---- | ---- | --------- | --------- | ---- | ---- | ---- | ---- |
| Milán – San Remo                | 83   | —    | —         | —         | —    | 7    | —    | 37   |
| Kolem Flander                   | —    | —    | —         | —         | —    | 5    | —    | 42   |
| Paříž–Roubaix                   | —    | —    | NS        | —         | —    | —    | —    | —    |
| Lutych–Bastogne–Lutych          | —    | —    | 92        | —         | 8    | 65   | —    | 10   |
| Giro di Lombardia               | —    | 62   | —         | 51        | 34   | —    | 8    |      |
| Klasika                         | 2018 | 2019 | 2020      | 2021      | 2022 | 2023 | 2024 | 2025 |
| Strade Bianche                  | —    | DNF  | —         | —         | —    | —    | 86   | —    |
| Dwars door Vlaanderen           | —    | —    | —         | —         | —    | 3    | —    | 1    |
| Amstel Gold Race                | —    | —    | NS        | —         | —    | DNF  | —    | 13   |
| Valonský šíp                    | —    | —    | —         | 19        | DNF  | —    | 45   |      |
| Brabantský šíp                  | —    | —    | —         | —         | —    | —    | —    | 7    |
| Clásica de San Sebastián        | —    | —    | NS        | 1         | —    | 4    | 6    |      |
| Grand Prix Cycliste de Québec   | —    | —    | Nejelo se | Nejelo se | 23   | 20   | 8    |      |
| Grand Prix Cycliste de Montréal | —    | —    | Nejelo se | Nejelo se | DNF  | 33   | 23   |      |
| Gran Piemonte                   | —    | —    | —         | —         | 19   | —    | 1    |      |

| —   | Nezúčastnil se |
| DNF | Nedokončil     |